# دوني أكرس (إنديانا)
دوني أكرس (بالإنجليزية: Dune Acres, Indiana)‏ هي بلدة أمريكية تقع في الولايات المتحدة في مقاطعة بورتر. يقدر عدد سكانها بـ 182 نسمة ومساحتها 8.91 كم2 وترتفع عن سطح البحر 191 متر.

## التركيبة السكانية
قام مكتب تعداد الولايات المتحدة بتحديد بيانات التركيبة السكانية لدوني أكرس في تعداد الولايات المتحدة. في ما يلي، التركيبة السكانية حسب تعدادي 2000 و2010.

### تعداد عام 2000
بلغ عدد سكان دوني أكرس 213 نسمة بحسب تعداد عام 2000، وبلغ عدد الأسر 101 أسرة وعدد العائلات 76 عائلة مقيمة في البلدة. في حين سجلت الكثافة السكانية 99.7 نسمة لكل ميل مربع (38.5/كم2). وبلغ عدد الوحدات السكنية 154 وحدة بمتوسط كثافة قدره 72.0 نسمة لكل ميل مربع (27.8/كم2).
وتوزع التركيب العرقي للبلدة بنسبة 99.06% من البيض و 0.94% من عرقين مختلطين أو أكثر.
بلغ عدد الأسر 101 أسرة كانت نسبة 13.9% منها لديها أطفال تحت سن الثامنة عشر تعيش معهم، وبلغت نسبة الأزواج القاطنين مع بعضهم البعض 67.3% من أصل المجموع الكلي للأسر، ونسبة 5.0% من الأسر كان لديها معيلات من الإناث دون وجود شريك، وكانت نسبة 23.8% من غير العائلات. تألفت نسبة 20.8% من أصل جميع الأسر من أفراد ونسبة 13.9% كانوا يعيش معهم شخص وحيد يبلغ من العمر 65 عاماً فما فوق. وبلغ متوسط حجم الأسرة المعيشية 2.39، أما متوسط حجم العائلات فبلغ 2.11.
بلغ العمر الوسطي للسكان 60 عاماً. وكانت نسبة 11.7% من القاطنين تحت سن الثامنة عشر، وكانت نسبة 3.3% بين الثامنة عشر والأربعة وعشرون عاماً، ونسبة 13.1% كانت واقعةً في الفئة العمرية ما بين الخامسة والعشرون حتى والأربعة وأربعون عاماً، ونسبة 33.8% كانت ما بين الخامسة والأربعون حتى الرابعة والستون، ونسبة 38.0% كانت ضمن فئة الخامسة والستون عاماً فما فوق. يوجد لكل 100 أنثى 104.8 ذكر، ويوجد لكل 100 أنثى في الثامنة عشر من عمرها فما فوق 97.9 ذكر.
بلغ متوسط دخل الأسرة في البلدة 94,843 دولار، أما متوسط دخل العائلة فبلغ 102,524 دولار. وكان متوسط دخل الذكور 83,632 دولار مقابل 41,250 دولار للإناث. وسجل دخل الفرد الخاص بالبلدة 68,051 دولار.

### تعداد عام 2010
بلغ عدد سكان دوني أكرس 182 نسمة بحسب تعداد عام 2010، وبلغ عدد الأسر 94 أسرة وعدد العائلات 58 عائلة مقيمة في البلدة. في حين سجلت الكثافة السكانية 83.9 نسمة لكل ميل مربع (32.4/كم2). وبلغ عدد الوحدات السكنية 163 وحدة بمتوسط كثافة قدره 75.1 لكل ميل مربع (29.0/كم2).
وتوزع التركيب العرقي للبلدة بنسبة 95.1% من البيض و 2.2% من الأمريكيين ذوي الأصول الآسيوية و 1.1% من الأمريكيين الأفارقة و 1.1% من عرقين مختلطين أو أكثر.
بلغ عدد الأسر 94 أسرة كانت نسبة 10.6% منها لديها أطفال تحت سن الثامنة عشر تعيش معهم، وبلغت نسبة الأزواج القاطنين مع بعضهم البعض 60.6% من أصل المجموع الكلي للأسر، ونسبة 1.1% من الأسر كان لديها معيلات من الإناث دون وجود شريك، وكانت نسبة 38.3% من غير العائلات. تألفت نسبة 33.0% من أصل جميع الأسر من أفراد ونسبة 13.9% كانوا يعيش معهم شخص وحيد يبلغ من العمر 65 عاماً فما فوق. وبلغ متوسط حجم الأسرة المعيشية 2.41، أما متوسط حجم العائلات فبلغ 1.94.
بلغ العمر الوسطي للسكان 63.4 عاماً. وكانت نسبة 8.8% من القاطنين تحت سن الثامنة عشر، وكانت نسبة 3.1% بين الثامنة عشر والأربعة وعشرون عاماً، ونسبة 4.3% كانت واقعةً في الفئة العمرية ما بين الخامسة والعشرون حتى والأربعة وأربعون عاماً، ونسبة 36.8% كانت ما بين الخامسة والأربعون حتى الرابعة والستون، ونسبة 46.7% كانت ضمن فئة الخامسة والستون عاماً فما فوق. وتوزع التركيب الجنسي للسكان بنسبة 52.2% ذكور و47.8% إناث.